# Ножницы Эсмарха

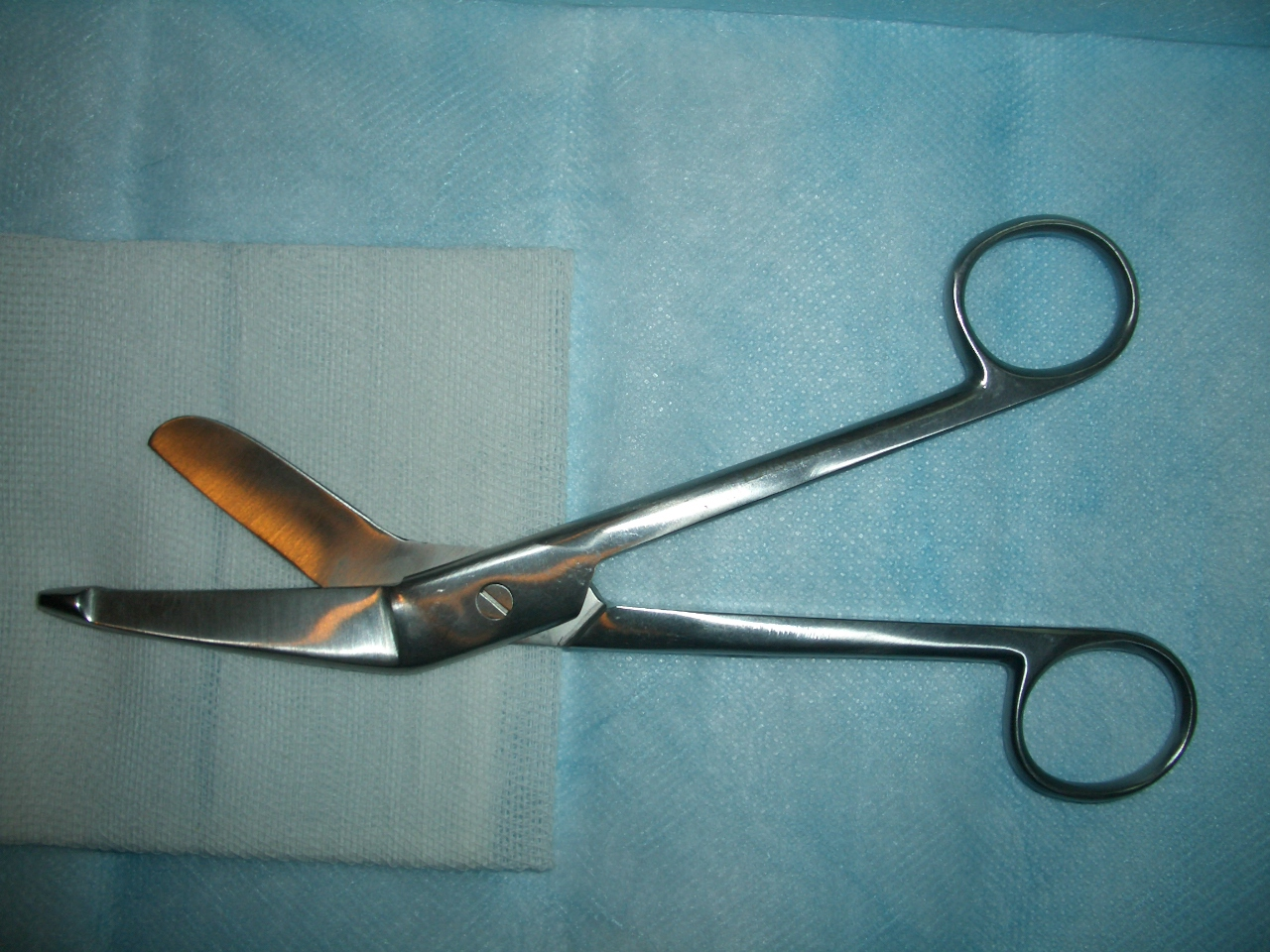
Ножницы Эсмарха (бандажные)

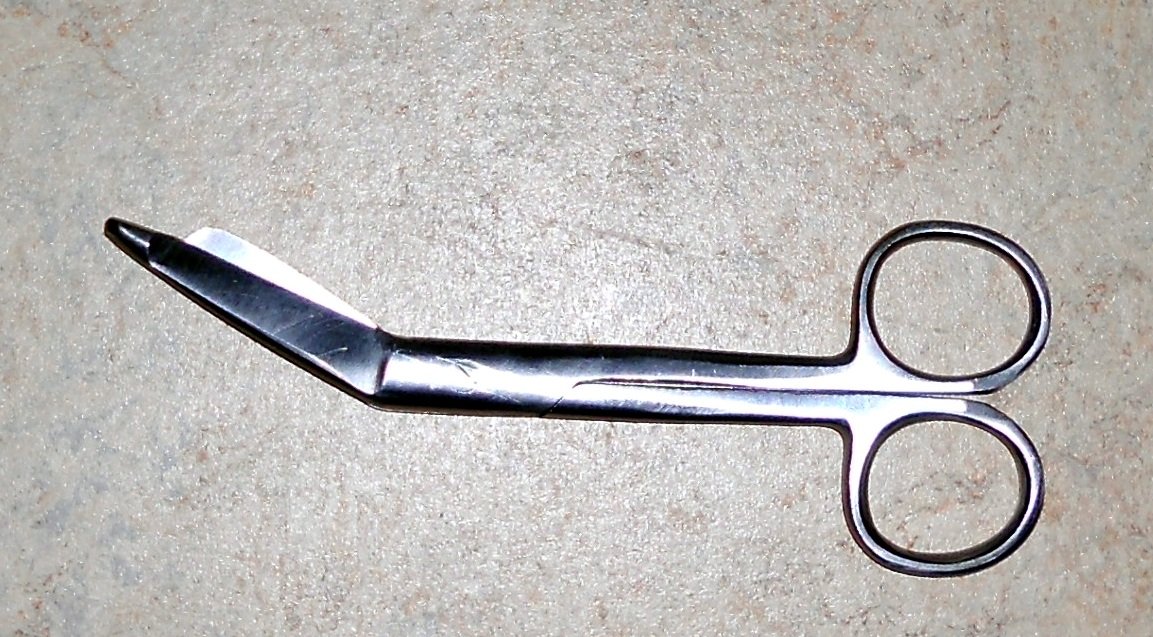
Бинтовые ножницы из металла

Ножницы Эсмарха (бандажные ножницы) — инструмент для разрезания медицинских повязок, позволяющие избежать повреждения кожи больного человека при этом процессе. В отличие от бытовых или портновских ножниц с острыми концами, лезвия у этого инструмента изогнуты под углом, а конечный обушок одного из лезвий утолщён, закруглён и расплющен.
Ножницы в числе других изобретений, были придуманы Фридрихом Августом фон Эсмархом для удобства, как медицинских работников, так и пациентов. Эсмарх придумал не только бинтовые, щадящие пациентов ножницы, но и бандажные. Они также не травмируют кожу больных, удобны для медицинского персонала и могут справиться с несколькими слоями, как перевязочного материала из марли, так и с жёсткими, полимерными и иными тугими повязками. Эсмарх был новатором в области военно-полевой хирургии и придумал новые способы остановки кровопотери у раненых. Наравне с ножницами, метод уменьшения кровопотери, разработанный Эсмархом, был простым и доступным, особенно в условиях военного времени, когда часто происходят операции на верхних и нижних конечностях. Оригинальные инструменты и методы были основаны на собственном военно-хирургическом опыте и получили признание во всем мире.
Инновационные решения продлили жизнь нескольким тысячам пациентов. Его изобретениями медицинские работники пользуются и сегодня (кровоостанавливающий жгут, транспортная шина для иммобилизации конечностей, ирригационная кружка, наркозная маска). Его именем названа операция на плечевом суставе — «Эсмарха операция», вошедшая в учебники по медицине, которую впервые провёл именно он. Как главный врач и хирург-консультант действующей армии, он формировал отряды и руководил обучением санитаров во время Франко-прусской войны 1870—1871 годов.